# Kohlechemie

Typische chemische Struktureinheiten der Kohle

Kohlechemie, auch Carbochemie genannt, ist die Gesamtheit der chemischen Prozesse und deren Produkte, für die Kohle (Braun- oder Steinkohle) der Rohstoff ist. Die Prozesse umfassen Entgasungsverfahren (Verkoken und Schwelen), Kohlehydrierung (Fischer-Tropsch- und Bergius-Pier-Verfahren), Kohlevergasung und spezielle Extraktionsverfahren. Diese Verfahren werden oft als Kohleveredlung bezeichnet. Carbochemie ist in vielen Ländern neben Petrochemie die wichtigste Grundlage der chemischen Großindustrie.

## Geschichte
Erste Anfänge der Kohlechemie gehen auf das 16. Jahrhundert zurück. Damals wurden große Mengen an Holzkohle für die Verhüttung von Eisenerzen benötigt: Zum Erschmelzen einer Tonne Eisen brauchte man 30 Tonnen Holzkohle. Die Wälder um die Hütten herum wurden oft nicht nachhaltig genutzt, sondern abgeholzt. Es gab Holznot. Darum wurde die Verwendung von Steinkohle studiert. Der Gehalt an flüssigen und festen Nebenbestandteilen machte die Verwendung von reiner Kohle schwierig. Die Kohle wurde zunächst wie Holz in Kohlenmeilern behandelt, um Koks herzustellen.
Um das Jahr 1684 entdeckte John Clayton, dass Leuchtgas der Kohle brennbar war. Er beschrieb seine Entdeckung in den Philosophical Transactions of the Royal Society im Jahr 1735. Zu Beginn des 18. Jahrhunderts entwickelte Abraham Darby den Prozess der Steinkohleverkokung im Koksofen. Mit der Erfindung geschlossener Backöfen im Jahr 1756 gelang es, die Produktion von Koks entscheidend zu verbessern.
1785 beleuchtete Jan Piter Minckelers einen Hörsaal der Universität Löwen mit Gas aus Kohle. Die hochviskosen Kohleteere wurden bald im Schiffbau zum Abdichten eingesetzt. Zu Beginn des 19. Jahrhunderts bildeten sich erste industrielle Strukturen für Produkte der Kohlechemie. In Freiberg (Sachsen) wurde im Jahr 1811 die erste Straßenlaterne mit Gas betrieben; 1812 wurde in London das erste Gaswerk eröffnet. Um 1860 gab es in Deutschland bereits 320 Gaswerke. Man verwendete das Gas zur Beleuchtung, im Haushalt, für die Energieversorgung und als Rohstoff für die chemische Industrie.
Das Koppelprodukt Koks fiel in großer Menge an. Durch die Vergasung von Koks mit Luft und Wasserdampf entstand Wassergas, das den Kokereigasen zugemischt wurde. Mit zunehmendem Bedarf der chemischen Industrie an wasserstoff- und kohlenstoffmonoxidhaltigen Gasen wurden in Deutschland mehrere großtechnische Vergasungsverfahren entwickelt. Fritz Winkler entwickelte bei der BASF um 1926 die Wirbelschichtvergasung; im Jahr 1930 wurde die Lurgi-Druckvergasung entwickelt. Zwanzig Jahre später folgte der Flugstromvergaser nach Koppers-Totzek (→ Koppers-Totzek-Reaktor).
Im Zuge der Autarkiebestrebungen nach dem Ersten Weltkrieg basierte speziell die deutsche Mineralölwirtschaft auf der auf beachtlichem technischen Niveau befindlichen Kohleveredlung. Sie lieferte Kraftstoffe wie das Leuna-Benzin, Heizöl, Schmieröle, Bitumina, Koks, Paraffine und Wachse, also die gesamte klassische Mineralölproduktpalette. Nach Beendigung des Zweiten Krieges ging in Westdeutschland die Bedeutung der Carbochemie mit dem Aufkommen des billigeren und einfacher zu verarbeitenden Rohstoffs Erdöl stark zurück. Hingegen wurden in der SBZ und späteren DDR große Anstrengungen unternommen, trotz umfangreicher Zerstörungen und zu leistender Reparationslieferungen die Produktion in carbochemischen Betrieben möglichst schnell wiederaufzunehmen. Bis 1990 betrieben die Industriewerke beispielsweise in Espenhain, Böhlen, Schwarzheide und Zeitz in großem Umfang Kohleverflüssigung.
Auch Unternehmen in anderen Ländern wie in den USA Kellogg oder in Südafrika Sasol setzten nach dem Zweiten Weltkrieg die Forschung und Entwicklung der Kohlevergasung und Kohlehydrierung intensiv fort. Besonders in Phasen von Energie- und Ölpreiskrisen gewann die Carbochemie in mehreren Industriestaaten immer wieder aufs Neue an Bedeutung.

## Gegenwart
Moderne Hydrierwerke zur Kohleverflüssigung entstehen seit Beginn des 21. Jahrhunderts unter Anwendung verschiedener Technologien vor allem im asiatisch-pazifischen Raum. Federführend ist hierbei China, das zu den Ländern mit den größten Kohlereserven gehört und mit seiner Kohle rund ein Viertel seines Energiebedarfs deckt. China akquiriert weltweit carbochemisches Knowhow und installiert moderne Kohlekonversions- sowie Kohlevergasungsanlagen. Aber auch zum Beispiel die USA, Russland, Kanada, Indonesien und Australien nutzen entsprechend verfügbare Potentiale.
Im heutigen Deutschland betreiben noch die Technische Universität Bergakademie Freiberg und das Max-Planck-Institut für Kohlenforschung Grundlagenforschung auf den Gebieten organische und metallorganische Carbochemie unter Einsatz von High-Rank-Kohle und gasförmigen Katalysatoren. Ferner forscht im Kontext seines fossil fuel research program das Center for Applied Energy Research (CAER) der University of Kentucky an der stofflichen Nutzung von Kohle. Es betreibt die größte frei zugängige Coal-to-Liquid-Testanlage in der Welt. Dort werden unter anderem ebenfalls Katalysatoren untersucht, die umweltfreundlich Syngas in Paraffin, Diesel und Flugtreibstoffe umwandeln sollen.
So ist insbesondere die Herstellung von Synthesegas für die chemische Industrie aus Kohle wirtschaftlich relativ günstig, da Synthesegas bei den meisten Verfahren der Gaserzeugung aus Kohle direkt entsteht, während es aus Erdgas- oder Mineralölfraktionen durch Spaltung hergestellt werden muss. Hintergrund der Forschung ist zudem, dass Kohle nach Erdöl unverändert der wichtigste globale Energieträger – noch vor Erdgas, Wasserkraft und Kernenergie – ist. Die weltweit verfügbaren Kohlereserven umfassen mehr als 65 Prozent der gesamten Vorräte an fossilen Energieträgern. Eine umweltverträgliche Nutzung dieser Ressourcen zur Ergänzung und Substitution flüssiger und gasförmiger Kohlenwasserstoffe ist nach gängiger Lehrmeinung auf lange Sicht unumgänglich.

## Verfahren der Kohlechemie
Die Kohlenchemie lässt sich in die Entgasungs-, Vergasungs- und Verflüssigungsverfahren unterteilen. Beim Erhitzen von festen Brennstoffen unter Luftausschluss werden diese zersetzt unter Abspaltung von flüssigen und gasförmigen Produkten und einem festen Rückstand, dem Koks. Das am häufigsten angewandte Entgasungsverfahren ist die Verkokung von Steinkohle.

### Verkokung
Verkokung ist im engeren Sinne die Hochtemperaturverkokung von Steinkohle, die bei Temperaturen von bis zu 1150 °C beendet ist. Das Hauptprodukt der Verkokung ist je nach Prozess entweder der entstehende Koks, der vor allem in der Eisengewinnung, der Metallurgie und der Gießereitechnik verwendet wird, oder die Kokereigase. Der Anteil der freigesetzten Kokereigase sowie deren Zusammensetzung hängen von der eingesetzten Kohle sowie den Prozessbedingungen ab. Jüngere Kohlen sind dabei für die Gaserzeugung vorteilhaft.
Die Verkokung lässt sich in mehrere Temperaturbereiche unterteilen. Bis zu Temperaturen von circa 350 °C findet die Vorentgasung statt. Die Vorgänge sind zunächst physikalischer Natur und bestehen in der Trocknung der Kohle sowie der Desorption von Stickstoff, Sauerstoff und Methan. Ab etwa 250 °C beginnt die thermische Spaltung unter Freisetzung von leichten Paraffinen und Aromaten.
Im Temperaturbereich von 350 °C bis 425 °C findet die Mittelentgasung statt, bei der weitere Paraffine und Aromaten freigesetzt werden. Außerdem wird die Kohle plastisch und bläht sich auf.
In der nachfolgenden Hauptentgasung fällt die Hauptmenge des Gases an, wobei Naphthene, Paraffine, Aromaten und Phenole freigesetzt werden. Die Kohle verfestigt sich wieder und es beginnt die Halbkoksbildung. Ab circa 850 °C zerfallen die Kohlenwasserstoffe in ihre Bestandteile Kohlenstoff und Wasserstoff. In der Nachentgasung bis 1000 °C wird Ammoniak freigesetzt und es findet die Polymerisation von Alkenen zu Aromaten statt. Das Gas wird nach Abtrennung von Ammoniak und Teer und Benzol als Brenngas in den Prozess zurückgeführt.
Je nach Zielprodukt werden Kokerei- und Gaserzeugungsöfen unterschieden. Kokereiöfen nutzen einen Großteil des erzeugten Gases zu Eigenenergieversorgung, wogegen Gaserzeugungsöfen mit Schwachgasen aus anderen Prozessen beheizt werden.

### Verschwelung
Braunkohle, Lignin, Torf und Ölschiefer werden bei 450 bis 600 °C verschwelt. Produkte sind Schwelkokse sowie Schwelteere und -öle. Der entstehende Koks ist wasserstoffreicher als die Hochtemperaturkokse.

### Kohleverflüssigung
Im Jahr 1913 gelang Friedrich Bergius bei Versuchen erstmals, Kohle durch Hydrierung im Autoklav bei Temperaturen von 400 bis 500 °C und Wasserstoffdrücken von 100 bis 200 bar in ein Öl umzuwandeln. Im Jahr 1925 gelang es Matthias Pier, das Bergius-Verfahren durch Einsatz von Katalysatoren wie Zinnoxalat und Eisensalzen zu optimieren. Schon 1927 wurde eine Versuchsanlage mit einer Kapazität von 100.000 Tonnen pro Jahr in den Leuna-Werken in Betrieb genommen. In Deutschland wurden in den darauf folgenden Jahren bis zum Ende des Zweiten Weltkriegs mehrere Hydrierwerke gebaut, das größte betrieb die Hydrierwerke Pölitz AG in der Nähe von Stettin.
Seit 2006 betreibt China Shenhua Energy das mit einem Investitionsvolumen von über zwei Milliarden Dollar in Ejinhoro-Banner fertiggestellte größte Hydrierwerk der Welt.

### Kohlevergasung
Die Kohlevergasungsverfahren werden als Festbett-, Wirbelbett- oder Flugstromvergasung durchgeführt. Die Verfahren unterscheiden sich in der eingesetzten Korngröße der Kohle, deren Zerkleinerungsaufwand maßgeblich zu den Gesamtkosten des Verfahrens beiträgt. Im Festbettverfahren kann grobkörnige Kohle eingesetzt werden mit typischen Korngrößen von 6 bis 40 mm. Das Wirbelschichtverfahren erfordert Korngrößen im Bereich von 1 bis 8 mm, das Flugstaubverfahren benötigt Korngrößen von unter 0,1 mm. Neben der Körnung ist die chemische Beschaffenheit der eingesetzten Kohlen, etwa der Ascheanteil und das Backvermögen, von Bedeutung.
Die Kohlevergasung wird als autothermer Prozess mit Wasserdampf und Luft oder Sauerstoff durchgeführt. Die Energie für die endotherme Wassergasreaktion wird durch die Verbrennung eines Teils der Kohle zugeführt. Der Kohle werden zur Reduktion des Schwefelgehaltes im Gas Kalk oder basische Alkalisalze zugegeben. Der erste Schritt der Kohlechemie stellt die Wassergas-Reaktion dar: Dazu wird auf Weißglut erhitzte Kohle mit Wasserdampf begast und in Kohlenmonoxid und Wasserstoff umgewandelt.
{\displaystyle \mathrm {C\ +\ H_{2}O\ \rightleftharpoons \ CO\ +\ H_{2}} \qquad \Delta H_{R}=+131\ \mathrm {kJ/mol} \,}
Je nach Art der eingesetzten Kohle werden verschiedene Kohlevergasungstechniken angewendet. Eines der ältesten Verfahren ist die von Fritz Winkler entwickelte Wirbelschichtvergasung im Winkler-Generator. Das Verfahren ist geeignet für Braunkohle und wird im Temperaturbereich von 850 bis 1100 °C durchgeführt.
Beim Lurgi-Druckgasverfahren wird Kohle oder Braunkohle bei erhöhtem Druck im Gegenstrom vergast. Die Temperaturen müssen hierbei unter 1000 °C liegen, um eine Verflüssigung der Asche zu vermeiden. Das Verfahren wird entweder kontinuierlich oder im zyklischen Prozess durchgeführt, wobei abwechselnd Luft und Wasser beaufschlagt werden. Als Nebenprodukte fallen bei diesem Verfahren große Mengen an Entgasungsprodukten wie Naphtha, Öle, Teer und Phenole an.
Beim Koppers-Totzek-Verfahren, das für alle Kohlesorten geeignet ist, wird die Kohle im Gleichstrom bei hohen Temperaturen von 1500 bis 1600 °C vergast. Die Kohle muss dafür sehr fein gemahlen sein. Durch die hohen Temperaturen fallen kein Methan oder höhere Kohlenwasserstoffe an. Beim Koppers-Totzek-Vergaser wird die Kohle zusammen mit der Luft oder Sauerstoff sowie Wasserdampf in den Vergaser eingespeist. Die Verwendung von Luft führt zu Schwachgasen, die zu Heizzwecken verwendet werden. Zur Erzeugung von Synthesegas wird reiner Sauerstoff verwendet. Die Verweilzeiten beim Koppers-Totzek-Verfahren sind klein im Vergleich zu den anderen Verfahren. Die Asche fällt teilweise als Schlacke an oder wird mit dem Rohgas aus dem Vergaser ausgetragen.

### Acetylenherstellung
Acetylen wird durch Hydrolyse aus Calciumcarbid gewonnen. Die industrielle Calciumcarbid-Herstellung wurde Ende des 19. Jahrhunderts in der Schweiz, Norwegen und Deutschland (Rheinfelden) aufgenommen.
Zur Herstellung des Calciumcarbids wird Kohle mit gebranntem Kalk im elektrischen Ofen bei Temperaturen über 2000 °C umgesetzt. Das entstehende Carbid wird durch Umsetzung mit Wasser in Acetylen und Calciumhydroxid umgesetzt.

## Folgechemie

### Entgasungsprodukte
Die aus den Entgasungsverfahren gewonnenen Rohstoffe sind neben Koks vor allem Acetylen, Benzol und Naphthene. Acetylen kann neben dem Einsatz als Brenngas zur Synthese von Vinylchlorid durch Anlagerung von HCl verwendet werden. Naphthene dienen vor allem als Rohstoffe für Farbstoffe, Gerbstoffe, Decalin und Holzschutzmittel. Die Verwendung von Naphthalin für die Gewinnung von Phthalsäureanhydrid wurde fast vollständig durch die katalytische Oxidation von o-Xylol verdrängt.

### Synthesegaschemie
Je nach Verhältnis der beiden Komponenten Kohlenstoffmonoxid und Wasserstoff kann das entstehende Gasgemisch in verschiedenen Prozessen eingesetzt werden: Zum einen Prozesse wie etwa der Fischer-Tropsch-Synthese, die eine breite Basis von Kohlenwasserstoffen liefert oder spezifische Kohlenmonoxidhydrierungen, die selektiv einzelne Produkte liefern wie die Methanolherstellung. Durch Umsetzung dieser Produkte mit weiterem Synthesegas oder anderen Grundchemikalien wie Ammoniak lässt sich eine breite Palette von Zwischenprodukten wie Essigsäureanhydrid, Acetaldehyd, Glycole, Methylacetat, Essigsäure und viele andere Komponenten herstellen.

#### Fischer-Tropsch-Reaktion
Die Fischer-Tropsch-Reaktion ist eine Aufbaureaktion von CO/H2-Gemischen an Eisen- oder Cobalt-Katalysatoren zu Paraffinen, Alkenen und Alkoholen. Die Reaktion findet bereits bei Atmosphärendruck statt, höhere Drücke verschieben das Gleichgewicht zu Alkenen. Die Reaktion wird bei einer Temperatur von 160 °C – 200 °C durchgeführt. Die wichtigsten Reaktionsgleichungen sind:
{\displaystyle \mathrm {n\,CO+(2n+1)\,H_{2}\rightarrow C_{n}H_{2n+2}+n\,H_{2}O} } (Alkane)
{\displaystyle \mathrm {n\,CO+(2n)\,H_{2}\rightarrow C_{n}H_{2n}+n\,H_{2}O} } (Alkene)
{\displaystyle \mathrm {n\,CO+(2n)\,H_{2}\rightarrow C_{n}H_{2n+1}OH+(n-1)\,H_{2}O} } (Alkohole)
Die Alkane können gegebenenfalls in herkömmlichen Raffinerieprozessen weiterverarbeitet werden. Ein gewisser Schnitt der entstehenden Alkohole kann als Rohstoff für die Herstellung von Tensiden verwandt werden.

#### Methanolherstellung und Folgeprodukte
Methanol wird heute großtechnisch aus Synthesegas, einem Kohlenmonoxid-Wasserstoffgemisch im Verhältnis von 1 zu 2 im Nieder- oder Mitteldruckverfahren hergestellt. Das dabei entstehende Rohmethanol ist zum Teil mit Nebenprodukten verunreinigt.
{\displaystyle \mathrm {CO+2\,H_{2}\rightarrow CH_{3}OH} }
Methanol besitzt eine reichhaltige Folgechemie. Durch Umsatz mit Kohlenmonoxid und Kohlenmonoxid-Wasserstoffgemischen lassen sich vielfältige Folgeprodukte herstellen. So kann Methanol durch Umsatz mit Kohlenmonoxid zu Essigsäure umgesetzt werden.
{\displaystyle \mathrm {CH_{3}OH+CO\rightarrow CH_{3}COOH} }
Essigsäure kann durch Veresterung mit Methanol zu Essigsäuremethylester umgesetzt werden, das wiederum mit Kohlenmonoxid zu Essigsäureanhydrid reagieren kann.
{\displaystyle \mathrm {CH_{3}COOH+CH_{3}OH\rightarrow CH_{3}COOCH_{3}+H_{2}O} }
{\displaystyle \mathrm {CH_{3}COOCH_{3}+CO\rightarrow CH_{3}COOOCCH_{3}} }
Durch Dehydratisierung an Silica-Aluminia-Katalysatoren lässt sich Methanol zu Dimethylether umsetzen.
{\displaystyle \mathrm {2\ CH_{3}OH\rightarrow CH_{3}OCH_{3}+H_{2}O} }
Durch Wahl geeigneter Prozessbedingungen und Katalysatoren wie ZSM-5 lässt sich Methanol in Verfahren wie Methanol-to-Gasoline (MtG), Methanol-to-Olefins (MtO) oder Methanol-to-Aromatics (MtA) in eine breite Palette von Petrochemikalien und Energieträgern umwandeln.
Durch Hydrocarbonylierung von Essigsäureanhydrid und Essigsäuremethylester mit Kohlenmonoxid und Wasserstoff lässt sich Ethylidendiacetat herstellen, das durch saure Katalyse bei circa 170 °C in Vinylacetat unter Freisetzung von Essigsäure überführt werden kann.
{\displaystyle \mathrm {CH_{3}COOOCCH_{3}+CH_{3}COOCH_{3}+CO+H_{2}\rightarrow CH_{3}C(OCOCH_{3})_{2}+CH_{3}COOH} }
{\displaystyle \mathrm {CH_{3}C(OCOCH_{3})_{2}\rightarrow CH_{2}CHOCOCH_{3}+CH_{3}COOH} }

#### Ethylenglycol
Ethylenglycol kann direkt aus einem Kohlenmonoxid-Wasserstoffgemisch an Rhodiumkatalysatoren bei hohen Drücken hergestellt werden.
{\displaystyle \mathrm {2\ CO+3\ H_{2}\rightarrow HOCH_{2}CH_{2}OH} }

### Acetylen
Acetylen hat eine umfangreiche Folgechemie. Es kann durch Cyclisierung an Metallkatalysatoren zu Benzol oder Cyclooctatetraen umgesetzt werden. Die Reppe-Chemie befasst sich mit der Umsetzung von Acetylen zu einer Reihe interessanter Folgeprodukte wie Acrylsäure.

## Analyseverfahren
Die Analysenverfahren für die eingesetzte Kohle sowie die verschiedenen Produkte und Nebenprodukte sind vielfältig und meist in DIN-Normen beschrieben.
Zur Beurteilung der Einsatzfähigkeit der Kohle für die verschiedenen Prozesse werden eine Reihe analytischer Verfahren angewandt. Ein wichtiger Parameter ist der Gehalt and Wasser, Asche und flüchtigen Bestandteilen. Diese werden in der so genannten Immediatanalyse bestimmt. Weitere wichtige Parameter der Kohle sind der Dilatomertest, der Blähgrad, die Backfähigkeitszahl, sowie der Treibdruck.
Der entstehende Koks wird unter anderem auf seine Selbstenzündungstemperatur, Trommelfestigkeit und Porosität untersucht. Das Ascheschmelzverhalten macht eine qualitative Aussage über die zu erwartenden Verschlackungsprobleme.